# Immanuel Gottlieb Huschke
Immanuel Gottlieb Huschke (* 8. Januar 1761 in Greußen; † 18. Februar 1828 ebenda) war ein deutscher Klassischer Philologe, der als Professor an der Universität Rostock wirkte (1806–1828).

## Leben
Immanuel Gottlieb Huschke war der dritte Sohn von Johann Georg Huschke (1717–1809) und seiner Ehefrau Martha Sophie geb. Heßler (1735–1811). Johann Georg wanderte als Bäckergeselle aus Greußen in die Niederlande, lebte 1738 bis 1752 als Bäcker und Soldat auf Java und kehrte wohlhabend nach Greußen zurück. 
Immanuel Gottlieb besuchte von März 1774 bis März 1780 die Landesschule Pforta und studierte dann an der Universität Jena Theologie. Gemeinsam mit seinem Kommilitonen Friedrich Jacobs wandte er sich der Philologie zu. Nach dem Examen arbeitete Huschke als Hauslehrer bei einem livländischen Gutsbesitzer, ab 1789 bei einem deutschen Kaufmann in den Niederlanden. Dort vertiefte er seine philologischen Studien und verkehrte mit den Philologen Jeronimo de Bosch (1740–1811) und Laurens van Santen (1746–1798).
Bei der Besetzung der Niederlande durch die französische Revolutionsarmee und der Proklamation der Batavischen Republik (1795) eröffnete sich für Huschke eine akademische Stelle: Der Leidener Professor Jean Luzac, ein Kritiker der französischen Revolution, war aus seinem Lehrstuhl entlassen worden. Huschke wurde zu seinem Nachfolger berufen, nahm den Ruf auch an und gab seine Hauslehrerstelle auf. Aber weil Luzac vor Gericht gegen seine Entlassung klagte, konnte Huschke nicht angestellt werden und verbrachte einige Jahre Wartezeit.
Ab Herbst 1797 war er an der Universität Göttingen eingeschrieben; zeitweise lebte er im Haus seines Bruders Carl Gottfried Huschke im nahe gelegenen Münden. 1802 habilitierte er sich in Göttingen und hielt Vorlesungen über griechische und lateinische Literatur. Da er als Privatdozent kein Gehalt bezog, war er auf Kolleggelder angewiesen.
Erst 1806, im Alter von 45 Jahren, erhielt Huschke eine bezahlte Stelle: Er wurde als Professor der griechischen Literatur an die Universität Rostock berufen. Er folgte dem Ruf sofort und wirkte bis an sein Lebensende in Rostock. Einen erneuten Ruf der Universität Leiden im Jahr 1807 (nach Luzacs Tod) lehnte er ab. 1813 wurde Huschke zum Professor der Beredsamkeit ernannt und zum Rektor der Universität gewählt, 1816 zum Leiter der Universitätsbibliothek Rostock ernannt. In den Jahren 1816 und 1823 musste er aus Krankheitsgründen lange Urlaub von seiner Lehrtätigkeit nehmen. Die Königlich Niederländische Akademie der Wissenschaften (Koninklijk Instituut) nahm ihn 1809 als korrespondierendes Mitglied auf. 1826 wurde er korrespondierendes Mitglied der Russischen Akademie der Wissenschaften in Sankt Petersburg. Er starb am 18. Februar 1828, im Alter von 67 Jahren, nach langer Krankheit.

## Leistungen
Huschke gehörte gemäß seiner wissenschaftlichen Prägung zu jener Generation niederländischer Philologen, die Philologie durch Sammeltätigkeit und großangelegte Textausgaben betrieben. Sein Hauptwerk ist eine Ausgabe der Anthologia Palatina (Jena 1800), die in der Fachwelt großen Anklang fand. Danach veröffentlichte Huschke Abhandlungen und Kommentare zu Archilochos, den Orphischen Argonautika und zu den römischen Dichtern Tibull und Properz. Wegen seiner schwachen Gesundheit und seiner schwierigen beruflichen Situation veröffentlichte er verhältnismäßig wenige Schriften. Seine Arbeiten bedeuteten für ihre Zeit Fortschritte, waren jedoch bald nach seinem Tod überholt.